# 테라우치 타케시
테라우치 타케시(寺内タケシ 1939년 1월 17일 ~ 2021년 6월 18일)는 일본의 기타 연주자, 작곡가이다. 별명은 전기의 신님(エレキの神様).